# ماريو كروز أندرادي
ماريو كروز أندرادي (بالإسبانية: Mario Cruz Andrade)‏ هو سياسي مكسيكي، ولد في 20 أبريل 1957 في ميتشواكان في المكسيك. حزبياً، نشط في حزب الثورة الديمقراطية. وقد انتخب عضو مجلس النواب المكسيك.